# Jonathan Phillips (aktor)
Jonathan Mark „Jonny” Phillips (ur. 5 września 1963 w Londynie) – brytyjski aktor filmowy, teatralny i telewizyjny, występował w roli oficera Charlesa Lightollera w filmie Titanic.

## Kariera
Ukończył Laureate Academy w Hemel Hempstead i Royal Academy of Dramatic Art. W 1991 wystąpił w spektaklu Noëla Cowarda Sztuka życia (Design for Living) w Citizens 'Company Glasgow Production w Richmond Theatre w Londynie. W 1996 grał w sztuce Henrika Ibsena Hedda Gabler z English Touring Theatre Company Tour. W 1998 był obsadzony w przedstawieniu Sugar, Sugar w Bush Theatre w Londynie z Andrew Lincolnem. W 2000 grał w sztuce Oscara Wilde’a A Woman of No Importance w Royal Exchange Theatre w Manchesterze. W 2004 wystąpił w produkcji Cheek By Jowl w międzynarodowym tournée sztuki Williama Szekspira Otello.
Był nominowany do nagrody Grand Prix Warszawskiego Międzynarodowego Festiwalu Filmowego w kategorii film krótkometrażowy za debiut reżyserski dramatu Woodwoo (2013).

## Życie prywatne
W 1989 ożenił się z Yolandą Vazquez, z którą ma dwoje dzieci – córkę Albę i syna Oscara.

## Filmografia

### Filmy
- 1987: Nadstaw uszu (Prick Up Your Ears) jako młodzieniec poza toaletą
- 1988: Ostatni Anglicy – różne role
- 1997: Titanic jako drugi oficer Charles Lightoller
- 2004: Vanity Fair. Targowisko próżności jako pan Wenham
- 2008: Granice namiętności (The Edge of Love) jako John Eldridge
- 2011: Tej nocy będziesz mój (You Instead) jako Jay

### Seriale TV
- 1990: Na sygnale (Casualty) jako Ronnie
- 1992: Kroniki młodego Indiany Jonesa jako Jacques
- 1991: Klaryssa (Clarissa) jako James
- 1993: Poirot jako Charles
- 2003: Budząc zmarłych (Waking the Dead) jako Oliver Lewis
- 2004: Nowe triki (New Tricks) jako Colin Dobie
- 2006: Morderstwa w Midsomer jako Orlando Lamington
- 2006: Milczący świadek (Silent Witness) jako Simon Traynor
- 2007: Sekretny dziennik call girl jako Liam
- 2008: Szpital Holby City jako duch Bożego Narodzenia przeszłości, teraźniejszości i przyszłości
- 2009: Tajniacy (Spooks) jako Rustam Urazov
- 2009: Przekręt (Hustle) jako Neil Ryder
- 2010: Szpital Holby City jako Max Matherson
- 2013: Na sygnale (Casualty) jako Simon Zuckerman
- 2012: O krok od śmierci (I Shouldn't Be Alive) jako David Hunt
- 2015: Śledztwo na cztery ręce (Partners in Crime) jako Whittington